# NGC 2841
NGC 2841は、おおぐま座にある傾いた非棒状渦巻銀河である。当初は3000万光年離れていると考えられたが、2001年のハッブル宇宙望遠鏡によるこの銀河のケフェイド変光星の観測により、約4600万光年離れていると決定された。

## 構造
構造的には、NGC 2841は、アンドロメダ銀河とよく似た性質を持つ巨大渦巻銀河である。渦状腕が不連続な羊毛状渦巻銀河のプロトタイプである。
また、NGC 2841は、若い青色の恒星が非常に多く、HII領域をほとんど持たないことでも知られる。

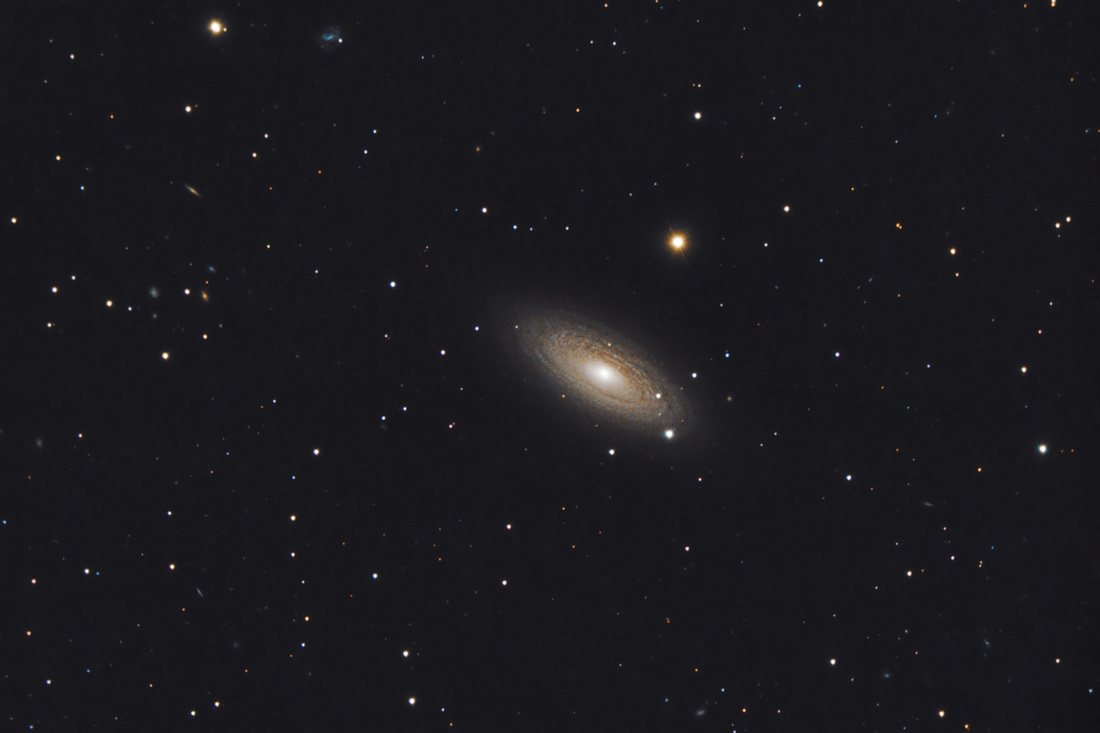
アマチュア望遠鏡によるNGC 2841の画像
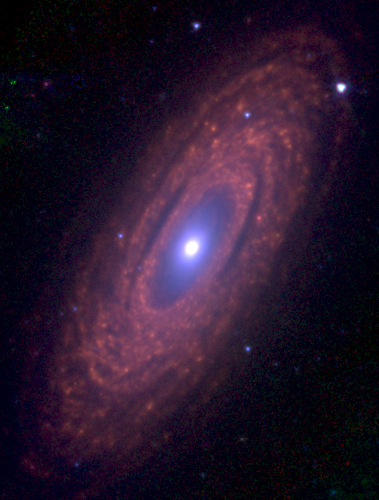
スピッツァー宇宙望遠鏡のデータから作られた赤外線画像

## LINER放出
NGC 2841は、弱イオン化した原子からのスペクトル線によって特徴付けられる領域である低電離中心核輝線領域を含む。